# Thermaerobacter marianensis
Thermaerobacter marianensis è una specie di batterio appartenente alla famiglia delle Syntrophomonadaceae.